# 쉐비 밴
쉐비 밴 또는 쉐보레 밴 ( 쉐보레/GMC G 시리즈 밴 및 GMC 반두라 라고도 함)은 1964년부터 1996년까지 지엠에서 제조한 밴 제품군이다. 리어엔진 구동 쉐보레 Greenbrier 의 후속으로 소개된 이 모델은 쉐보레 서버번의 패널 밴 구성도 대체했다. 차량은 승용, 화물용 패널 밴 구성뿐만 아니라 다양한 분야의 기반이 되는 컷어웨이(캡의 1열 뒤 부분을 일절 순정으로 도려낸 사양) 샤시로 판매되었다.
3대(1964~1966년, 1967~1970년, 1970~1996년)에 걸쳐 생산된 이 차량은 쉐보레랑 GMC 브랜드 모두에서 다양한 모델명으로 판매되었다. 초대 및 2세대는 엔진이 좌석 사이에 배치된 프론트미드십 엔진 차량이었다. 3세대는 동사의 C/K 픽업 기반이라 엔진을 운전자 앞으로 배치하는 구성을 채택했다. 3세대는 C/K 픽업트럭 모델 라인과 파워트레인 공통성을 공유했다. 또한 이 세대의 1992년 이후부터는 ABS 및 운전석 에어백 등을 옵션으로 넣었으며 1993년 이후부터 GMC 사양 한정으로 단종 시까지 에어백을 기본 장착했다.
1996년 모델 이후 GM은 G-시리즈 밴을 단종하고 1995년 출시된 GMT600 플랫폼 쉐보레 익스프레스 및 GMC 사바나 로 교체했다.